# Robin Evans
Robin Evans (* 20. Jahrhundert in Los Angeles, Kalifornien) ist eine US-amerikanische Schauspielerin im Film und Fernsehen.

## Schauspielkarriere
Ihren ersten Auftritt vor der Kamera hatte Robin Evans 1980 als Terri Collins in einer Folge der Fernsehserie B.J. und der Bär. Noch im selben Jahr spielte sie Roberta in zwei Folgen von CHiPs, einer Fernsehserie, die zwischen 1977 und 1983 gedreht wurde. Als Baja Girl # 1 war sie 1981 in der US-Fernsehserie Ein Colt für alle Fälle, die zwischen 1981 und 1986 entstand, zu sehen. Heute zählt das ehemalige Abendprogramm in den Bereich Kultstatus. Im darauffolgenden Jahr verkörperte sie Carol in ihrem ersten Film Dark Night – Sie greifen nach den Lebenden. Nachdem sie in Familienbande aufgetreten ist, war sie 1983 als Rita im Fernsehfilm Was soll Dixie denn im Kloster auf der Leinwand zu sehen. Nach High School U.S.A. (1983) und drei Episoden von Trio mit vier Fäusten (1984) war sie Kathy in Fire in the Night (1985). Daraufhin würde sie nur noch dreimal zu sehen sein: als Cindy Larwin in einer Folge von Hunter (1985), in drei Episoden von T. J. Hooker, womit sie schon 1982 begonnen hatte, aber bis 1986 weiterdrehte und 1987 als Jennifer Lane in Top Fighter.

## Filmografie

### Filme
- 1982: Dark Night – Sie greifen nach den Lebenden
- 1983: Was soll Dixie denn im Kloster (Fernsehfilm)
- 1983: High School U.S.A. (Fernsehfilm)
- 1985: Fire in the Night
- 1987: Top Fighter

### Fernsehserien
- 1980: B.J. und der Bär (1 Folge)
- 1980: CHiPs (2 Folgen)
- 1981: Ein Colt für alle Fälle (1 Folge)
- 1982–1986: T. J. Hooker (3 Folgen)
- 1983: Familienbande (1 Folge)
- 1984: Trio mit vier Fäusten (3 Folgen)
- 1985: Hunter (1 Folge)